# Sillod
Sillod è una città dell'India di 43.859 abitanti, situata nel distretto di Aurangabad, nello stato federato del Maharashtra. In base al numero di abitanti la città rientra nella classe III (da 20.000 a 49.999 persone).

## Geografia fisica
La città è situata a 20° 18' 0 N e 75° 39' 0 E e ha un'altitudine di 611 m s.l.m..

## Società

### Evoluzione demografica
Al censimento del 2001 la popolazione di Sillod assommava a 43.859 persone, delle quali 22.870 maschi e 20.989 femmine. I bambini di età inferiore o uguale ai sei anni assommavano a 7.369, dei quali 3.888 maschi e 3.481 femmine. Infine, coloro che erano in grado di saper almeno leggere e scrivere erano 28.416, dei quali 16.698 maschi e 11.718 femmine.